# Handball aux Jeux méditerranéens de 2013
Navigation
Pescara 2009 Tarragone 2018
Les compétitions de handball des Jeux méditerranéens de 2013 se sont déroulées du 22 au 30 juin 2009 à Adana en Turquie.
Le tournoi masculin est remporté par l'Égypte, vainqueur en finale de la Croatie. La Turquie complète le podium.
Le tournoi féminin a vu la victoire de la Serbie devant la Slovénie et la Croatie

## Modalités
La compétition de handball est composée d'un tournoi masculin et d'un tournoi féminin de 9 équipes chacun. Les équipes sont réparties dans deux poules de 5 et 4 équipes et les deux premiers de chaque poule sont qualifiés pour les demi-finale. Chaque équipe participante comporte 16 joueurs (ou joueuses).
Le tournoi masculin a lieu dans le Palais des sports Lütfullah Aksungur (en) et le tournoi féminin dans la Yüreğir Serinevler Arena (en), toutes deux situées à Adana.

## Résultats  du tournoi masculin

### Tour préliminaire

#### Groupe A
|   | Équipe    | Pts | J | G | N | P | Bp  | Bc  | Diff | Dép    |
| - | --------- | --- | - | - | - | - | --- | --- | ---- | ------ |
| 1 | Turquie   | 6   | 4 | 3 | 0 | 1 | 113 | 107 | 6    | /      |
| 2 | Italie    | 4   | 4 | 2 | 0 | 2 | 109 | 100 | 9    | 2G     |
| 3 | Serbie    | 4   | 4 | 2 | 0 | 2 | 112 | 93  | 19   | 1G, 1P |
| 4 | Macédoine | 4   | 4 | 2 | 0 | 2 | 90  | 109 | -19  | 2P     |
| 5 | Algérie   | 2   | 4 | 1 | 0 | 3 | 95  | 110 | -15  | /      |

| 23 juin 2013 12h00 | Macédoine | 27 – 26 | Algérie | Palais des sports Lütfullah Aksungur, Adana |
| 23 juin 2013 12h00 | (13-11)   |         |         | Palais des sports Lütfullah Aksungur, Adana |

| 23 juin 2013 14h00 | Turquie | 34 – 30 | Italie | Palais des sports Lütfullah Aksungur, Adana |
| 23 juin 2013 14h00 | (19-13) |         |        | Palais des sports Lütfullah Aksungur, Adana |

| 24 juin 2013 16h00 | Serbie  | 29 – 30 | Turquie | Palais des sports Lütfullah Aksungur, Adana |
| 24 juin 2013 16h00 | (13-17) |         |         | Palais des sports Lütfullah Aksungur, Adana |

| 24 juin 2013 18h00 | Algérie | 24 – 23 | Italie | Palais des sports Lütfullah Aksungur, Adana |
| 24 juin 2013 18h00 | (14-12) |         |        | Palais des sports Lütfullah Aksungur, Adana |

| 25 juin 2013 12h00 | Serbie  | 34 – 21 | Algérie | Palais des sports Lütfullah Aksungur, Adana |
| 25 juin 2013 12h00 | (15-12) |         |         | Palais des sports Lütfullah Aksungur, Adana |

| 25 juin 2013 14h00 | Macédoine | 20 – 33 | Italie | Palais des sports Lütfullah Aksungur, Adana |
| 25 juin 2013 14h00 | (10-19)   |         |        | Palais des sports Lütfullah Aksungur, Adana |

| 26 juin 2013 16h00 | Serbie  | 27 – 19 | Macédoine | Palais des sports Lütfullah Aksungur, Adana |
| 26 juin 2013 16h00 | (13-11) |         |           | Palais des sports Lütfullah Aksungur, Adana |

| 26 juin 2013 18h00 | Turquie | 26 – 24 | Algérie | Palais des sports Lütfullah Aksungur, Adana |
| 26 juin 2013 18h00 | (12-11) |         |         | Palais des sports Lütfullah Aksungur, Adana |

| 27 juin 2013 12h00 | Macédoine | 24 – 23 | Turquie | Palais des sports Lütfullah Aksungur, Adana |
| 27 juin 2013 12h00 | (9-9)     |         |         | Palais des sports Lütfullah Aksungur, Adana |

| 27 juin 2013 14h00 | Italie  | 23 – 22 | Serbie | Palais des sports Lütfullah Aksungur, Adana |
| 27 juin 2013 14h00 | (13-12) |         |        | Palais des sports Lütfullah Aksungur, Adana |

#### Groupe B
|   | Équipe   | Pts | J | G | N | P | Bp  | Bc  | Diff | Dép |
| - | -------- | --- | - | - | - | - | --- | --- | ---- | --- |
| 1 | Croatie  | 6   | 4 | 3 | 0 | 1 | 120 | 109 | 11   | 1V  |
| 2 | Égypte   | 6   | 4 | 3 | 0 | 1 | 111 | 94  | 17   | 1D  |
| 3 | Slovénie | 5   | 4 | 2 | 1 | 1 | 134 | 117 | 17   | /   |
| 4 | Tunisie  | 3   | 4 | 1 | 1 | 2 | 107 | 111 | -4   | /   |
| 5 | Grèce    | 0   | 4 | 0 | 0 | 4 | 80  | 121 | -41  | /   |

| 23 juin 2013 16h00 | Tunisie | 27 – 20 | Grèce | Palais des sports Lütfullah Aksungur, Adana |
| 23 juin 2013 16h00 | (11-9)  |         |       | Palais des sports Lütfullah Aksungur, Adana |

| 23 juin 2013 18h00 | Slovénie | 28 – 33 | Égypte | Palais des sports Lütfullah Aksungur, Adana |
| 23 juin 2013 18h00 | (14-22)  |         |        | Palais des sports Lütfullah Aksungur, Adana |

| 24 juin 2013 12h00 | Slovénie | 40 – 20 | Grèce | Palais des sports Lütfullah Aksungur, Adana |
| 24 juin 2013 12h00 | (17-12)  |         |       | Palais des sports Lütfullah Aksungur, Adana |

| 24 juin 2013 14h00 | Croatie | 32 – 26 | Tunisie | Palais des sports Lütfullah Aksungur, Adana |
| 24 juin 2013 14h00 | (14-15) |         |         | Palais des sports Lütfullah Aksungur, Adana |

| 25 juin 2013 16h00 | Croatie | 32 – 34 | Slovénie | Palais des sports Lütfullah Aksungur, Adana |
| 25 juin 2013 16h00 | (19-18) |         |          | Palais des sports Lütfullah Aksungur, Adana |

| 25 juin 2013 18h00 | Égypte | 26 – 16 | Grèce | Palais des sports Lütfullah Aksungur, Adana |
| 25 juin 2013 18h00 | (11-8) |         |       | Palais des sports Lütfullah Aksungur, Adana |

| 26 juin 2013 12h00 | Croatie | 28 – 25 | Égypte | Palais des sports Lütfullah Aksungur, Adana |
| 26 juin 2013 12h00 | (15-12) |         |        | Palais des sports Lütfullah Aksungur, Adana |

| 26 juin 2013 14h00 | Slovénie | 32 – 32 | Tunisie | Palais des sports Lütfullah Aksungur, Adana |
| 26 juin 2013 14h00 | (17-17)  |         |         | Palais des sports Lütfullah Aksungur, Adana |

| 27 juin 2013 16h00 | Égypte  | 27 – 22 | Tunisie | Palais des sports Lütfullah Aksungur, Adana |
| 27 juin 2013 16h00 | (12-13) |         |         | Palais des sports Lütfullah Aksungur, Adana |

| 27 juin 2013 18h00 | Grèce   | 24 – 28 | Croatie | Palais des sports Lütfullah Aksungur, Adana |
| 27 juin 2013 18h00 | (13-17) |         |         | Palais des sports Lütfullah Aksungur, Adana |

### Phase finale

#### Matchs de classement
Match pour la 9e place
| 29 juin 2013 10h00 | Algérie | 27 – 23 | Grèce | Palais des sports Lütfullah Aksungur, Adana |
| 29 juin 2013 10h00 | (11-13) |         |       | Palais des sports Lütfullah Aksungur, Adana |

Match pour la 7e place
| 29 juin 2013 12h00 | Tunisie | 35 – 19 | Macédoine | Palais des sports Lütfullah Aksungur, Adana |
| 29 juin 2013 12h00 | (16-10) |         |           | Palais des sports Lütfullah Aksungur, Adana |

Match pour la 5e place
| 29 juin 2013 14h00 | Slovénie | 29 – 26 | Serbie | Palais des sports Lütfullah Aksungur, Adana |
| 29 juin 2013 14h00 | (12-9)   |         |        | Palais des sports Lütfullah Aksungur, Adana |

#### Tableau final
|  | Demi-finales       | Demi-finales       | Demi-finales       | Demi-finales       |                               |         | Finale             | Finale             | Finale             | Finale             |
|  |                    |                    |                    |                    |                               |         |                    |                    |                    |                    |
|  | 29 juin 2013 16h00 | 29 juin 2013 16h00 | 29 juin 2013 16h00 | 29 juin 2013 16h00 |                               |         | 30 juin 2013 12h00 | 30 juin 2013 12h00 | 30 juin 2013 12h00 | 30 juin 2013 12h00 |
|  | Croatie            | Croatie            | 23                 | 23                 |                               |         | 30 juin 2013 12h00 | 30 juin 2013 12h00 | 30 juin 2013 12h00 | 30 juin 2013 12h00 |
|  | Croatie            | Croatie            | 23                 | 23                 |                               |         | 30 juin 2013 12h00 | 30 juin 2013 12h00 | 30 juin 2013 12h00 | 30 juin 2013 12h00 |
|  | Italie             | Italie             | 21                 | 21                 |                               |         | 30 juin 2013 12h00 | 30 juin 2013 12h00 | 30 juin 2013 12h00 | 30 juin 2013 12h00 |
|  | Italie             | Italie             | 21                 | 21                 | Croatie                       | Croatie | 23                 | 23                 |                    |                    |
|  | 29 juin 2013 18h00 |                    |                    |                    | Croatie                       | Croatie | 23                 | 23                 |                    |                    |
|  |                    |                    | Égypte             | Égypte             | 28                            | 28      |                    |                    |                    |                    |
|  | Turquie            | Turquie            | Égypte             | Égypte             | 28                            | 28      | 22                 | 22                 |                    |                    |
|  | Turquie            | Turquie            |                    |                    |                               |         |                    | 22                 |                    |                    |
|  | Égypte             | Égypte             | 25                 | 25                 |                               |         |                    |                    |                    |                    |
|  | Égypte             | Égypte             | 25                 | 25                 | Match pour la troisième place |         |                    |                    |                    |                    |
|  |                    |                    |                    |                    |                               |         |                    |                    |                    |                    |
|  | 30 juin 2013 10h00 |                    |                    |                    |                               |         |                    |                    |                    |                    |
|  | Turquie            | Turquie            | 32                 | 32                 |                               |         |                    |                    |                    |                    |
|  | Turquie            | Turquie            | 32                 | 32                 |                               |         |                    |                    |                    |                    |
|  | Italie             | Italie             | 26                 | 26                 |                               |         |                    |                    |                    |                    |
|  | Italie             | Italie             | 26                 | 26                 |                               |         |                    |                    |                    |                    |

| 29 juin 2013 16h00 | Croatie | 23 – 21 | Italie | Palais des sports Lütfullah Aksungur, Adana |
| 29 juin 2013 16h00 | (11-11) |         |        | Palais des sports Lütfullah Aksungur, Adana |

| 29 juin 2013 18h00 | Turquie | 22 – 25 | Égypte | Palais des sports Lütfullah Aksungur, Adana |
| 29 juin 2013 18h00 | (11-13) |         |        | Palais des sports Lütfullah Aksungur, Adana |

| 30 juin 2013 12h00 | Croatie | 23 – 28 | Égypte | Palais des sports Lütfullah Aksungur, Adana |
| 30 juin 2013 12h00 | (11-14) |         |        | Palais des sports Lütfullah Aksungur, Adana |

| 30 juin 2013 10h00 | Turquie | 32 – 26 | Italie | Palais des sports Lütfullah Aksungur, Adana |
| 30 juin 2013 10h00 | (18-14) |         |        | Palais des sports Lütfullah Aksungur, Adana |

### Classement final
| Rang                                    | Équipe    |
| --------------------------------------- | --------- |
| Médaille d'or, Jeux méditerranéens      | Égypte    |
| Médaille d'argent, Jeux méditerranéens  | Croatie   |
| Médaille de bronze, Jeux méditerranéens | Turquie   |
| 4                                       | Italie    |
| 5                                       | Slovénie  |
| 6                                       | Serbie    |
| 7                                       | Tunisie   |
| 8                                       | Macédoine |
| 9                                       | Algérie   |
| 10                                      | Grèce     |

### Effectifs des équipes sur le podium
La composition des équipes sur le podium est :

#### Équipe d'Égypte, médaille d'or
- Mamdouh Abouebaid
- Mahmoud Radwan
- Ahmed Abdelrahman
- Eslam Issa
- Mohamed Bakir El-Nakib
- Amr Mohamed
- Mohamed El-Bassiouny
- Ibrahim El-Masry
- Mahmoud Eid
- Ahmed Elwan
- Ahmed El-Ahmar
- Amr Khalifa
- Karim Hendawy
- Mohamed Mamdouh
- Ali Zein
- Karim Abdelrhaim

#### Équipe de Croatie, médaille d'argent
- Ivan Stevanović
- Hrvoje Batinović
- Marino Marić
- Igor Karačić
- Stefan Vujić
- Tim Thoss
- Filip Gavranović
- Damir Batinović
- Jerko Matulić
- Ivan Pešić
- Lovro Šprem
- Marko Matić
- Nik Tominec
- Ivan Slišković
- Marko Mrdenović
- Josip Vidović

#### Équipe de Turquie, médaille de bronze
- Alican Gocmen
- Alp Eren Pektas
- Onur Ersin
- Taner Oymen
- Emre Öz
- Şenol Boyar
- Tugrul Bulduk
- Taner Gunay
- Uğur Erceylan
- Durmus Mutlu
- Coskun Göktepe
- Tolga Özbahar
- Tugberk Catkin
- Yunus Özmusul
- Can Çelebi
- Ramazan Döne

## Résultats du tournoi féminin

### Tour préliminaire

#### Groupe A
|   | Équipe     | Pts | J | G | N | P | Bp  | Bc  | Diff | Dép |
| - | ---------- | --- | - | - | - | - | --- | --- | ---- | --- |
| 1 | Serbie     | 8   | 4 | 4 | 0 | 0 | 111 | 86  | 25   | /   |
| 2 | Monténégro | 4   | 4 | 2 | 0 | 2 | 81  | 88  | -7   | 1V  |
| 3 | Turquie    | 4   | 4 | 2 | 0 | 2 | 96  | 98  | -2   | 1D  |
| 4 | Italie     | 2   | 4 | 1 | 0 | 3 | 94  | 104 | -10  | 1V  |
| 5 | Algérie    | 2   | 4 | 1 | 0 | 3 | 89  | 95  | -6   | 1D  |

| 22 juin 2013 11h00 | Serbie  | 38 – 27 | Italie | Yüreğir Serinevler Arena, Adana |
| 22 juin 2013 11h00 | (21-10) |         |        | Yüreğir Serinevler Arena, Adana |

| 22 juin 2013 17h00 | Turquie | 25 – 23 | Algérie | Yüreğir Serinevler Arena, Adana |
| 22 juin 2013 17h00 | (14-12) |         |         | Yüreğir Serinevler Arena, Adana |

| 23 juin 2013 15h30 | Monténégro | 25 – 22 | Turquie | Yüreğir Serinevler Arena, Adana |
| 23 juin 2013 15h30 | (10-10)    |         |         | Yüreğir Serinevler Arena, Adana |

| 23 juin 2013 17h30 | Serbie | 28 – 20 | Algérie | Yüreğir Serinevler Arena, Adana |
| 23 juin 2013 17h30 | (18-8) |         |         | Yüreğir Serinevler Arena, Adana |

| 24 juin 2013 11h00 | Monténégro | 18 – 21 | Serbie | Yüreğir Serinevler Arena, Adana |
| 24 juin 2013 11h00 | (13-11)    |         |        | Yüreğir Serinevler Arena, Adana |

| 24 juin 2013 13h00 | Algérie | 19 – 23 | Italie | Yüreğir Serinevler Arena, Adana |
| 24 juin 2013 13h00 | (11-13) |         |        | Yüreğir Serinevler Arena, Adana |

| 25 juin 2013 14h00 | Serbie | 24 – 21 | Turquie | Yüreğir Serinevler Arena, Adana |
| 25 juin 2013 14h00 | (11-7) |         |         | Yüreğir Serinevler Arena, Adana |

| 25 juin 2013 16h00 | Monténégro | 19 – 18 | Italie | Yüreğir Serinevler Arena, Adana |
| 25 juin 2013 16h00 | (13-13)    |         |        | Yüreğir Serinevler Arena, Adana |

| 26 juin 2013 11h00 | Monténégro | 19 – 27 | Algérie | Yüreğir Serinevler Arena, Adana |
| 26 juin 2013 11h00 | (11-11)    |         |         | Yüreğir Serinevler Arena, Adana |

| 26 juin 2013 13h00 | Turquie | 28 – 26 | Italie | Yüreğir Serinevler Arena, Adana |
| 26 juin 2013 13h00 | (11-14) |         |        | Yüreğir Serinevler Arena, Adana |

#### Groupe B
|   | Équipe    | Pts | J | G | N | P | Bp  | Bc  | Diff | Dép |
| - | --------- | --- | - | - | - | - | --- | --- | ---- | --- |
| 1 | Slovénie  | 7   | 4 | 3 | 1 | 0 | 118 | 98  | 20   | /   |
| 2 | Croatie   | 5   | 4 | 2 | 1 | 1 | 108 | 116 | -8   | /   |
| 3 | Espagne   | 4   | 4 | 2 | 0 | 2 | 93  | 80  | 13   | 1V  |
| 4 | Tunisie   | 4   | 4 | 2 | 0 | 2 | 117 | 108 | 9    | 1D  |
| 5 | Macédoine | 0   | 4 | 0 | 0 | 4 | 82  | 116 | -34  | /   |

| 22 juin 2013 13h00 | Croatie | 29 – 26 | Macédoine | Yüreğir Serinevler Arena, Adana |
| 22 juin 2013 13h00 | (16-15) |         |           | Yüreğir Serinevler Arena, Adana |

| 22 juin 2013 15h00 | Slovénie | 35 – 29 | Tunisie | Yüreğir Serinevler Arena, Adana |
| 22 juin 2013 15h00 | (17-12)  |         |         | Yüreğir Serinevler Arena, Adana |

| 23 juin 2013 11h30 | Macédoine | 21 – 32 | Slovénie | Yüreğir Serinevler Arena, Adana |
| 23 juin 2013 11h30 | (10-12)   |         |          | Yüreğir Serinevler Arena, Adana |

| 23 juin 2013 13h30 | Espagne | 24 – 25 | Croatie | Yüreğir Serinevler Arena, Adana |
| 23 juin 2013 13h30 | (11-11) |         |         | Yüreğir Serinevler Arena, Adana |

| 24 juin 2013 15h00 | Espagne | 17 – 20 | Slovénie | Yüreğir Serinevler Arena, Adana |
| 24 juin 2013 15h00 | (9-12)  |         |          | Yüreğir Serinevler Arena, Adana |

| 24 juin 2013 17h00 | Macédoine | 22 – 31 | Tunisie | Yüreğir Serinevler Arena, Adana |
| 24 juin 2013 17h00 | (8-17)    |         |         | Yüreğir Serinevler Arena, Adana |

| 25 juin 2013 10h00 | Espagne | 28 – 22 | Tunisie | Yüreğir Serinevler Arena, Adana |
| 25 juin 2013 10h00 | (12-11) |         |         | Yüreğir Serinevler Arena, Adana |

| 25 juin 2013 12h00 | Croatie | 31 – 31 | Slovénie | Yüreğir Serinevler Arena, Adana |
| 25 juin 2013 12h00 | (14-14) |         |          | Yüreğir Serinevler Arena, Adana |

| 26 juin 2013 15h00 | Croatie | 35 – 23 | Tunisie | Yüreğir Serinevler Arena, Adana |
| 26 juin 2013 15h00 | (19-12) |         |         | Yüreğir Serinevler Arena, Adana |

| 26 juin 2013 17h00 | Espagne | 24 – 13 | Macédoine | Yüreğir Serinevler Arena, Adana |
| 26 juin 2013 17h00 | (9-9)   |         |           | Yüreğir Serinevler Arena, Adana |

### Phase finale

#### Matchs de classement
Match pour la 9e place
| 28 juin 2013 09h00 | Algérie | 24 – 27 | Macédoine | Yüreğir Serinevler Arena, Adana |
| 28 juin 2013 09h00 | (11-12) |         |           | Yüreğir Serinevler Arena, Adana |

Match pour la 7e place
| 28 juin 2013 11h00 | Tunisie | 26 – 24 | Italie | Yüreğir Serinevler Arena, Adana |
| 28 juin 2013 11h00 | (10-14) |         |        | Yüreğir Serinevler Arena, Adana |

Match pour la 5e place
| 28 juin 2013 13h00 | Espagne | 29 – 23 | Turquie | Yüreğir Serinevler Arena, Adana |
| 28 juin 2013 13h00 | (16-11) |         |         | Yüreğir Serinevler Arena, Adana |

#### Tableau final
|  | Demi-finales       | Demi-finales       | Demi-finales       | Demi-finales       |                               |        | Finale             | Finale             | Finale             | Finale             |
|  |                    |                    |                    |                    |                               |        |                    |                    |                    |                    |
|  | 28 juin 2013 17h00 | 28 juin 2013 17h00 | 28 juin 2013 17h00 | 28 juin 2013 17h00 |                               |        | 29 juin 2013 18h00 | 29 juin 2013 18h00 | 29 juin 2013 18h00 | 29 juin 2013 18h00 |
|  | Serbie             | Serbie             | 25                 | 25                 |                               |        | 29 juin 2013 18h00 | 29 juin 2013 18h00 | 29 juin 2013 18h00 | 29 juin 2013 18h00 |
|  | Serbie             | Serbie             | 25                 | 25                 |                               |        | 29 juin 2013 18h00 | 29 juin 2013 18h00 | 29 juin 2013 18h00 | 29 juin 2013 18h00 |
|  | Croatie            | Croatie            | 16                 | 16                 |                               |        | 29 juin 2013 18h00 | 29 juin 2013 18h00 | 29 juin 2013 18h00 | 29 juin 2013 18h00 |
|  | Croatie            | Croatie            | 16                 | 16                 | Serbie                        | Serbie | 25                 | 25                 |                    |                    |
|  | 28 juin 2013 15h00 |                    |                    |                    | Serbie                        | Serbie | 25                 | 25                 |                    |                    |
|  |                    |                    | Slovénie           | Slovénie           | 19                            | 19     |                    |                    |                    |                    |
|  | Slovénie           | Slovénie           | Slovénie           | Slovénie           | 19                            | 19     | 24                 | 24                 |                    |                    |
|  | Slovénie           | Slovénie           |                    |                    |                               |        |                    | 24                 |                    |                    |
|  | Monténégro         | Monténégro         | 22                 | 22                 |                               |        |                    |                    |                    |                    |
|  | Monténégro         | Monténégro         | 22                 | 22                 | Match pour la troisième place |        |                    |                    |                    |                    |
|  |                    |                    |                    |                    |                               |        |                    |                    |                    |                    |
|  | 29 juin 2013 16h00 |                    |                    |                    |                               |        |                    |                    |                    |                    |
|  | Croatie            | Croatie            | 25                 | 25                 |                               |        |                    |                    |                    |                    |
|  | Croatie            | Croatie            | 25                 | 25                 |                               |        |                    |                    |                    |                    |
|  | Monténégro         | Monténégro         | 24                 | 24                 |                               |        |                    |                    |                    |                    |
|  | Monténégro         | Monténégro         | 24                 | 24                 |                               |        |                    |                    |                    |                    |

| 28 juin 2013 17h00 | Serbie | 25 – 16 | Croatie | Yüreğir Serinevler Arena, Adana |
| 28 juin 2013 17h00 | (13-7) |         |         | Yüreğir Serinevler Arena, Adana |

| 28 juin 2013 15h00 | Slovénie | 24 – 22 | Monténégro | Yüreğir Serinevler Arena, Adana |
| 28 juin 2013 15h00 | (10-11)  |         |            | Yüreğir Serinevler Arena, Adana |

| 29 juin 2013 18h00 | Serbie  | 25 – 19 | Slovénie | Yüreğir Serinevler Arena, Adana |
| 29 juin 2013 18h00 | (13-12) |         |          | Yüreğir Serinevler Arena, Adana |

| 29 juin 2013 16h00 | Croatie | 25 – 24 | Monténégro | Yüreğir Serinevler Arena, Adana |
| 29 juin 2013 16h00 | (12-11) |         |            | Yüreğir Serinevler Arena, Adana |

### Classement final
| Rang                                    | Équipe     |
| --------------------------------------- | ---------- |
| Médaille d'or, Jeux méditerranéens      | Serbie     |
| Médaille d'argent, Jeux méditerranéens  | Slovénie   |
| Médaille de bronze, Jeux méditerranéens | Croatie    |
| 4                                       | Monténégro |
| 5                                       | Espagne    |
| 6                                       | Turquie    |
| 7                                       | Tunisie    |
| 8                                       | Italie     |
| 9                                       | Macédoine  |
| 10                                      | Algérie    |

### Effectifs des équipes sur le podium
La composition des équipes sur le podium est :

#### Équipe de Serbie, médaille d'or
- Katarina Krpež
- Sandra Filipović
- Jelena Trifunović
- Katarina Stepanović
- Maja Radojičić
- Marina Zivković
- Jelena Živković
- Jovana Risović
- Sanja Rajović
- Tamara Georgijev
- Jovana Stoiljković
- Ana Kačarević
- Marijana Tanić
- Dragana Cvijić
- Sanja Radosavljević
- Jovana Atanasković

#### Équipe de Slovénie, médaille d'argent
- Branka Zec
- Ana Petrinja
- Lina Krhlikar
- Ana Gros
- Maja Son
- Sanja Gregorc
- Nina Jeriček
- Maja Zrnec
- Katja Čerenjak
- Sergeja Stefanišin
- Maxim Pelikan
- Tamara Mavsar
- Barbara Lazović
- Miša Marinček
- Urska Vidić
- Neli Irman

#### Équipe de Croatie, médaille de bronze
- Marina Razum
- Ekatarina Nemaškalo
- Iva Pongrac
- Andrea Čović
- Iva Milanović-Litre
- Petra Ostarijas
- Ivana Kapitanović
- Katarina Ježić
- Nataša Janković
- Jelena Vidović
- Dragica Džono
- Zana Čović
- Lana Franković
- Ivana Milić
- Sonja Bašić